# Saint-Amand-les-Eaux
Saint-Amand-les-Eaux es una comuna francesa, situada en el departamento de Norte y la región de Alta Francia.
Está integrada en la comunidad de aglomeración de la Porte du Hainaut.
Su nombre original era Elnon. Cambió al actual en honor de san Amando de Maastricht, evangelizador de la zona en el siglo VII.

## Demografía
| abs. | 8 039 | 8 178 | 8 516 | 8 734 | 8 956 | 9 118 | 9 453 | 9 527 | 9 520 | 10 210 | 10 369 | 10 574 | 10 716 | 11 184 | 12 187 | 12 043 | 13 038 | 13 705 | 14 454 | 14 828 | 13 394 | 14 809 | 14 720 | 14 762 | 14 218 | 14 718 | 16 674 | 17 170 | 16 692 | 16 199 | 16 776 | 17 175 | 16 612 | 16 734 | 16 147 | 15 980 |
| Para los censos de 1962 a 1999 la población legal corresponde a la población sin duplicidades (Fuente: INSEE [Consultar]) |       |       |       |       |       |       |       |       |       |        |        |        |        |        |        |        |        |        |        |        |        |        |        |        |        |        |        |        |        |        |        |        |        |        |        |        |